# Bourg-Bruche
Bourg-Bruche (deutsch Breusch(e)burg, 1915–1918 und 1940–1944 Burg-Breusch) ist eine elsässische Gemeinde mit 381 Einwohnern (Stand 1. Januar 2021) im Département Bas-Rhin in der Region Grand Est (bis 2015 Elsass) in Frankreich. Das Dorf liegt im Breuschtal in den Vogesen, unweit der Grenze zur ehemaligen Region Lothringen.
Zu Bourg-Bruche gehören die Orte Alhan (Alhang), La Fraise (Erdbeerhof), l´Evreuil (Efrich), Geligoutte (Geligut), Giragoutte (Giragut), Moulin de la Bruche (Breuschmühle) und Hauts Champs (Hochacker).

## Geschichte
Mit dem Frieden von Frankfurt am Main 1871 kam Bourg-Bruche zum neu gegründeten Deutschen Reich. Das Dorf war ganz überwiegend frankophon. Französisch beziehungsweise Welsch, ein gallo-romanischer Dialekt, blieb die Umgangssprache der Bevölkerung. Aufgrund der starken antifranzösischen Stimmung im Deutschen Reich zu Beginn des Ersten Weltkriegs erhielt der Ort am 2. September 1915 den eingedeutschten Namen Burg-Breusch. Ende 1918 wurde der Ort von französischen Truppen besetzt. Mit dem Versailler Vertrag fiel Burg-Breusch 1919 wieder an die Französische Republik. Im Westfeldzug wurde das Elsass von der deutschen Wehrmacht besetzt und anschließend als CdZ-Gebiet Elsaß unter deutsche Verwaltung gestellt. Im Herbst 1944 wurde das Breuschtal von den Westalliierten zurückerobert und gehört seitdem wieder zu Frankreich.

## Wappen
Das Ortswappen zeigt in rot-gebordetem Silber eine rote Rose mit goldenem Butzen.

## Sehenswürdigkeiten
- Kirche St. Peter (Église Saint-Pierre)
- Kapelle der Jungfrau (Chapelle de la Vierge)

Kirche St. Peter in Bourg-Bruche
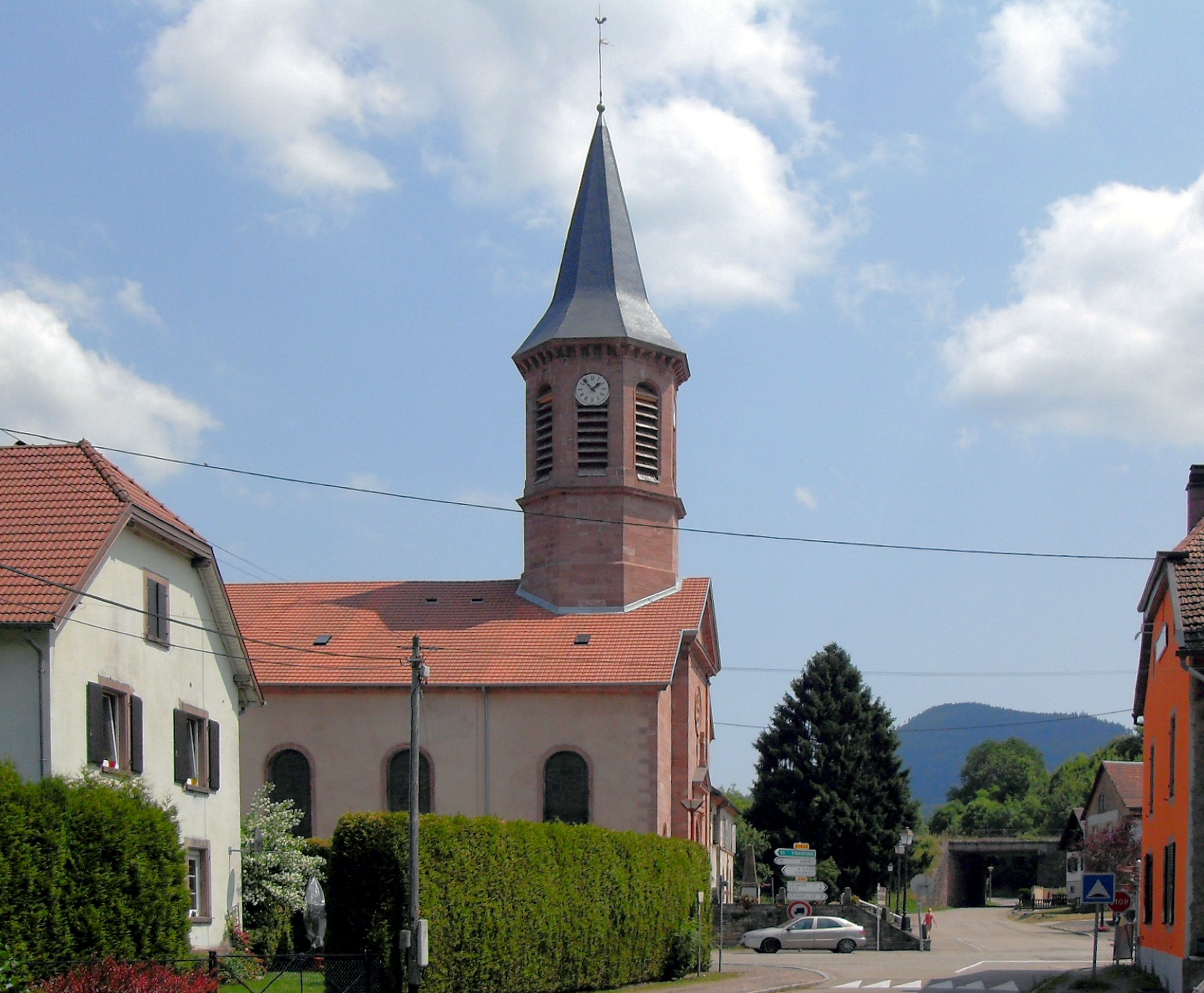
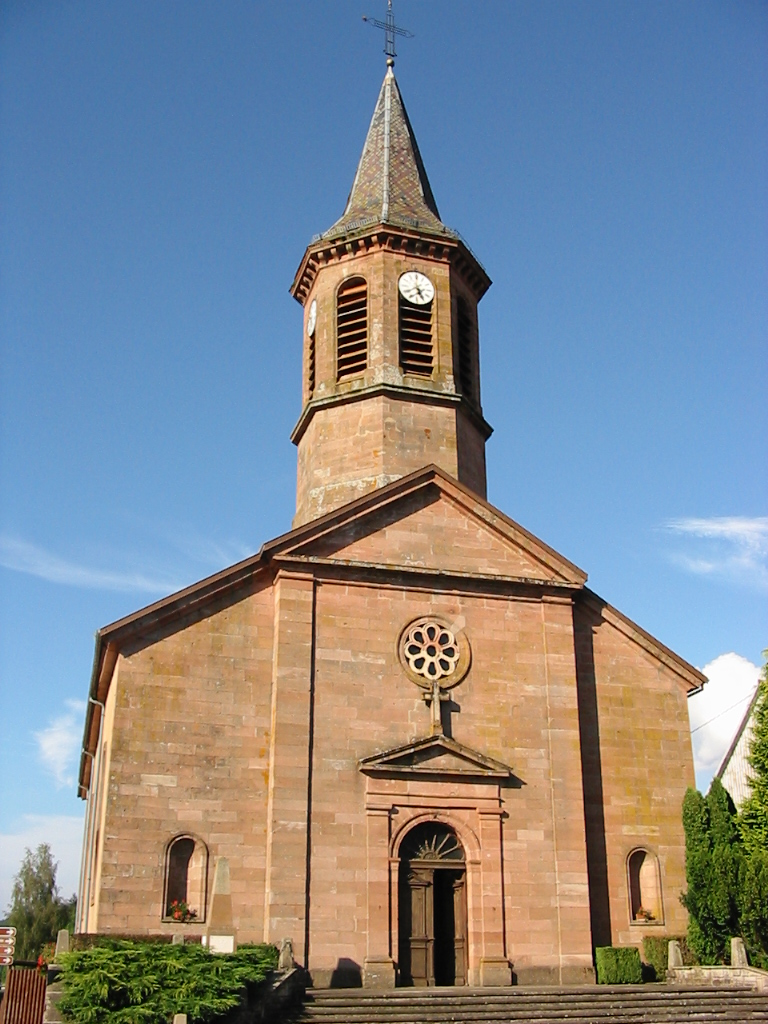
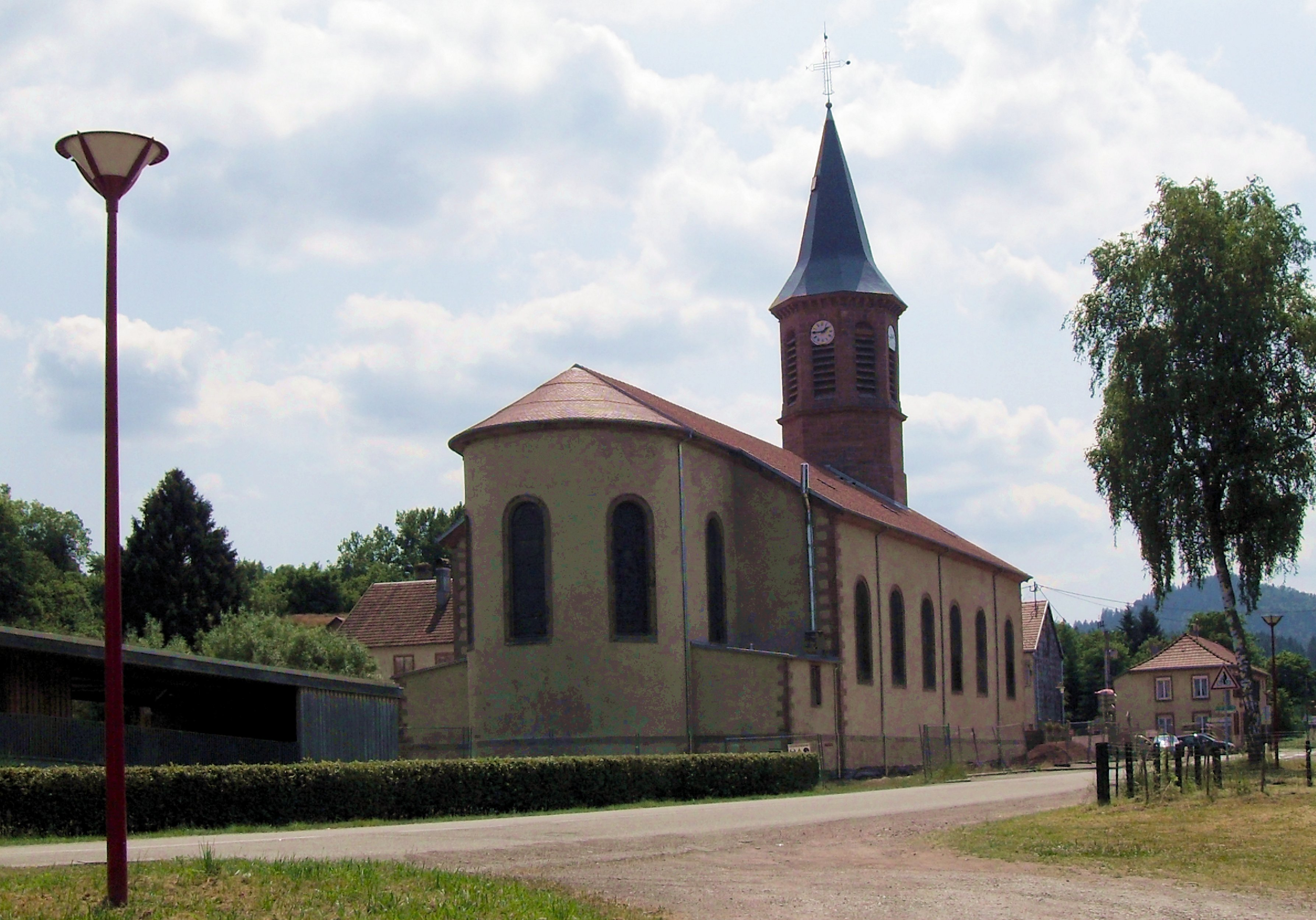

## Bevölkerungsentwicklung
| 1962 | 1968 | 1975 | 1982 | 1990 | 1999 | 2005 | 2013 |
| ---- | ---- | ---- | ---- | ---- | ---- | ---- | ---- |
| 368  | 385  | 328  | 368  | 325  | 376  | 440  | 450  |